# Joe Menéndez
Joe Menéndez (Nueva York, Nueva York, 23 de junio de 1969) es un director, guionista y editor estadounidense que se ha movido entre el cine y la televisión durante toda su carrera. Nombrado como uno de los "Top 100 Latinos On The Move" por la "Latino Impact Magazine".
Menéndez a pesar de haber nacido en la ciudad de Nueva York fue criado en Miami y es de ascendencia cubana.

## Biografía

### Primeros años
Joe Menéndez nació en Nueva York, Nueva York, en una familia cubana. Pasó su infancia en Miami (Florida). Durante su infancia, Menéndez quería ser animador de Disney. A la edad de 7 años tomó la cámara Super 8 de su abuela con la intención de fotografiar cientos de dibujos que había bosquejado para lo que iba a ser su primera animación, pero al darse cuenta de que la cámara no estaba equipada para tomar fotogramas individuales entonces comenzó a hacer películas con sus primos y su hermano menor. Durante el colegio, Menéndez hizo muchos cortometrajes en Super 8 y video.
Más tarde mientras estudiaba en el "Miami Dade College", Menéndez hizo numerosas películas en 16mm, rodó algunos videos musicales para bandas locales y trabajó en el departamento de deportes del canal 23 de Miami "WLTV-DT" afiliado a Univisión. Allí aprendió a editar. Luego dejó la universidad y se mudó a Los Ángeles en el 1992 para convertirse en director.
Menéndez llegó a Los Ángeles en la primavera de 1992 con sólo 200 dólares en su bolsillo y comenzó a trabajar en una cantidad diversa de empleos mientras recaudaba lo que podía para hacer muchos cortometrajes.
Dos años más tarde, logró subir de nivel hasta convertirse en productor de promoción y editor en "Fox Latinoamérica" y en 1994, a la edad de 24 años, Menéndez consiguió su primer trabajo como guionista en una serie de televisión llamada "Cassandra" para el entonces recién formado canal de TV "FX". Esta era una adaptación estadounidense de una telenovela de "Televisa". Aunque la serie nunca llegó a ser producida, esto le consiguió un contrato con HBO en 1994 para escribir "Cinderella" para la serie animada "Happily Ever After: Fairy Tales for Every Child". (Menéndez también escribió "The Twelve Dancing Princesses" en 1996 para la misma serie de HBO).

## Televisión
Menéndez Ha dirigido varios episodios de "From Dusk Till Dawn: The Series" para la cadena televisiva "El Rey" de "Robert Rodriguez". La serie está basada en la película de Rodríguez "From Dusk till Dawn" escrita por "Quentin Tarantino".
Menéndez también dirigió episodios de la serie de "Amazon Studios", "Just Add Magic", los cuales fueron estrenados en el 2016, y los episodios The Prequel Series y "Uncensored" para la segunda temporada de la serie "East Los High" para "Hulu".
A pesar de que Menéndez ha mucho drama en años recientes, el groso de su trabajo de televisión anterior ha sido para el consumo familiar. Desde el año 2000, Menéndez dirigió múltiples episodios para varios programas de Nickelodeon incluyendo  "100 Things to Do Before High School" -- "Big Time Rush" -- "True Jackson VP" -- "Just Jordan" -- "Unfabulous" -- "Ned's Declassified School Survival Guide" -- "Taina" and "The Brothers Garcia" por el cual ganó un "ALMA Award" como MEJOR DIRECCIÓN EN UNA COMEDIA en el 2001. Menéndez También dirigió varios episodios de "Kirby Buckets" y "Zeke y Luther" para Disney XD.
Del 2007 al 2011, Menéndez era director y/o productor de la serie de Disney "Los Imaginadores". Además de dirigir 1/3 de todos los episodios, Menéndez fue Coproductor Ejecutivo en la temporada final.

## Cine
A pesar de ser estadounidense, tres de los largometrajes de Menéndez han sido películas en español.
Sin embargo, él todavía considera a cada uno de ellos las películas estadounidenses, sólo están en español. Él fue citado una vez, cuando se habla de una de sus características, como diciendo: "Un montón de gente pausa y la polla de sus cabezas cuando digo que es una película estadounidense. 'Bueno, no está en español?' – que va a decir. Bueno, sí, es una película estadounidense en español. Para ir incluso más lejos, todo en la película está estructurada como una película estadounidense. Los chistes son principalmente de estilo estadounidense. Es realmente porque no sabemos cómo hacer un cine Mexicano, una Dominicana (película) o de América del Sur (película)."
Su película, "Ladrones (película de 2015)", fue estrenada el 9 de octubre de 2015 por "Pantelion Films"' La comedia de acción reúne a un viejo equipo de ladrones y a algunos novatos para el robo más grande de sus vidas. La película fue filmada en locación en la República Dominicana y posee un CinemaScore de "A". Debutó #9 en la taquilla mexicana, marcando esto ser la segunda película dirigida por Menéndez que debuta dentro de las 10 primeras en el fin de semana de su estreno.
Esta película es la secuela a su ópera prima, el largometraje LADRON QUE ROBA A LADRON qué fue lanzada por Lionsgate el 31 de agosto de 2007 y marcó un récord para una película en español en los Estados Unidos. La película fue bien recibida por los críticos, disfrutando una puntuación de 66% en Rotten Tomatoes y logró recaudar casi 7 millones de dólares en todo el mundo a pesar de haber costado por debajo de los 2 millones. 
La tercera película de lengua española de Joe Menéndez fue la comedia romántica Quiero ser fiel (POR QUE LOS HOMBRES SON INFIELES?)  Se estrenó en Latinoamérica en el 2014 y se mantuvo en el top 10 de la taquilla en México por dos semanas.Se estrenó en EE. UU. en marzo del 2016.
En el 2002,  hizo su segundo largometraje, la obra indie, HUNTING OF MAN la cual editó, escribió y dirigió. Ganó MEJOR PELÍCULA en el 2003 en el "New York International Latino Film Festival" y el PREMIO del DIRECTOR del FESTIVAL POR EXCELENCIA en el "Method Fest Independent Film Festival" donde también fue nominado como mejor director.
Menéndez reunió $10,000 de su familia, e hizo su primera película de largometraje titulada LORDS OF THE BARRIO (originalmente titulada THE IMPOSTOR), la cual se rodó en el 1995 y el 1996, pero no fue lanzada en DVD hasta el 2002

## Otros trabajos
En 2009 y 2010, Menéndez produjo los segmentos de acción en vivo para Disney Junior  "Tasty Tiempo con ZeFronk", vídeos de música de acción vivos y secuencias de créditos del fin para el golpe de Disney Junior serie animada "Jake y los Piratas de Nunca Jamás" así como las secuencias de acción vivas para un espín-de series de shorts basó encima la serie animada de Disney Junior "Agente Especial Oso" llamó TRES PASOS SANOS y QUÉ está COCINANDO con "Gato Cora" para Disney Viaja encima Demanda.